# Teorema lui Carnot (perpendiculare)

Teorema lui Carnot: dacă trei perpendiculare se intersectează într-un punct comun F pe laturile triunghiului, atunci:Aria zonei rosii = Aria zonei albastre

Teorema lui Carnot (numită după Lazare Carnot) descrie o condiție necesară și suficientă pentru trei drepte perpendiculare pe laturile unui triunghi sau pe prelungirile acestora, având un punct de intersecție comun. Teorema poate fi gândită și ca o generalizare a teoremei lui Pitagora.